# Redemption (marketing)
Redemption è un termine che nel marketing indica il risultato in termini assoluti o percentuali di un'operazione promozionale o di vendita.
In termini percentuali, è il rapporto tra il numero di risposte ottenute ed il numero totale di contatti presi in considerazione per una determinata iniziativa di marketing. 
In un'azione di direct marketing è il rapporto fra il numero di risposte ed il numero dei messaggi inviati.
Redemption è  il numero di soggetti che sono stati raggiunti dal messaggio e che hanno attivato una risposta, non solo di carattere comportamentale ma anche di carattere cognitivo.